# Julius Bayerle
Julius Bayerle (* 12. Juni 1826 in Düsseldorf; † 8. August 1873 in Düsseldorf) war ein deutscher Bildhauer und Maler sowie Hochschullehrer der Kunstakademie Düsseldorf.

## Leben

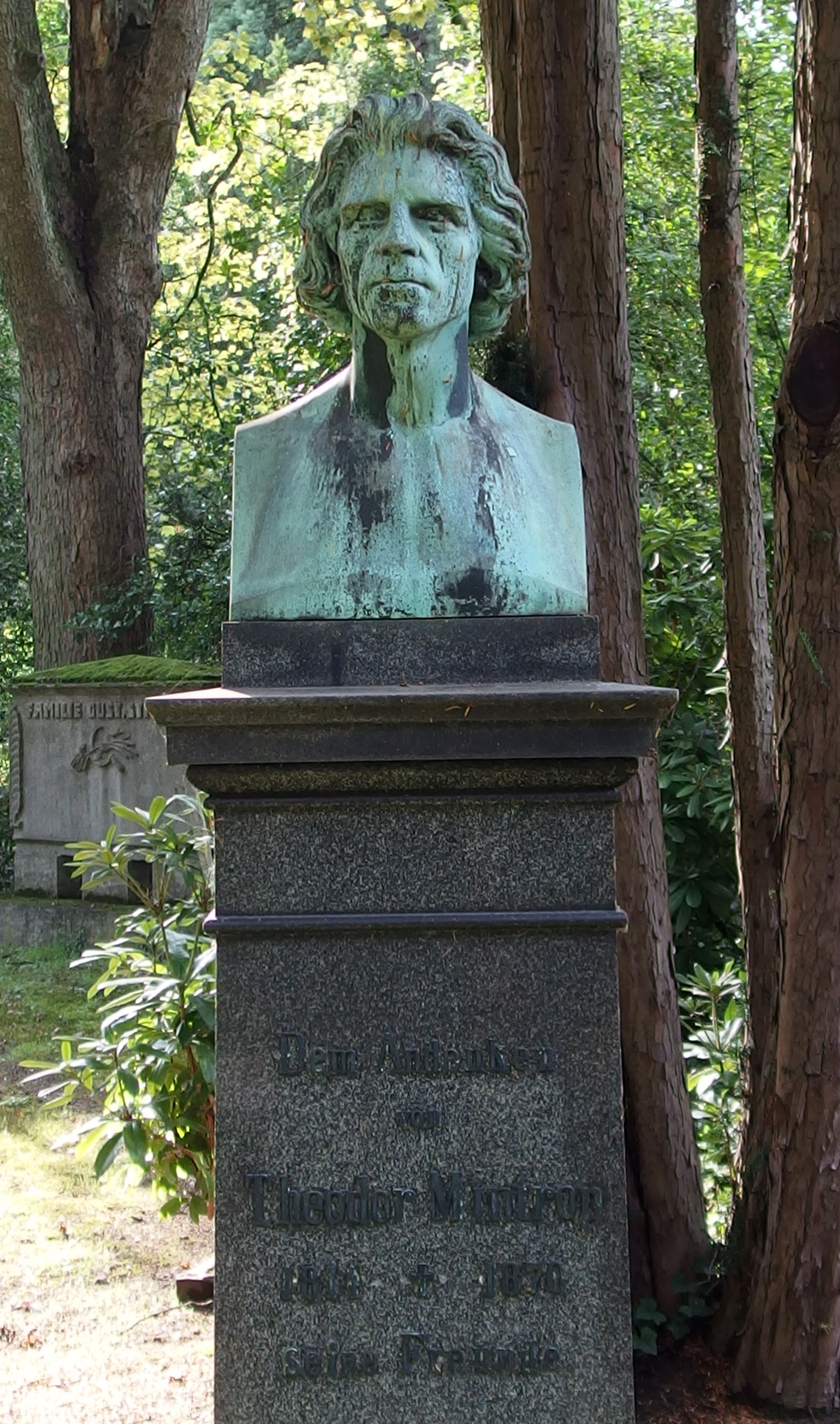
Theodor Mintrop (2015)

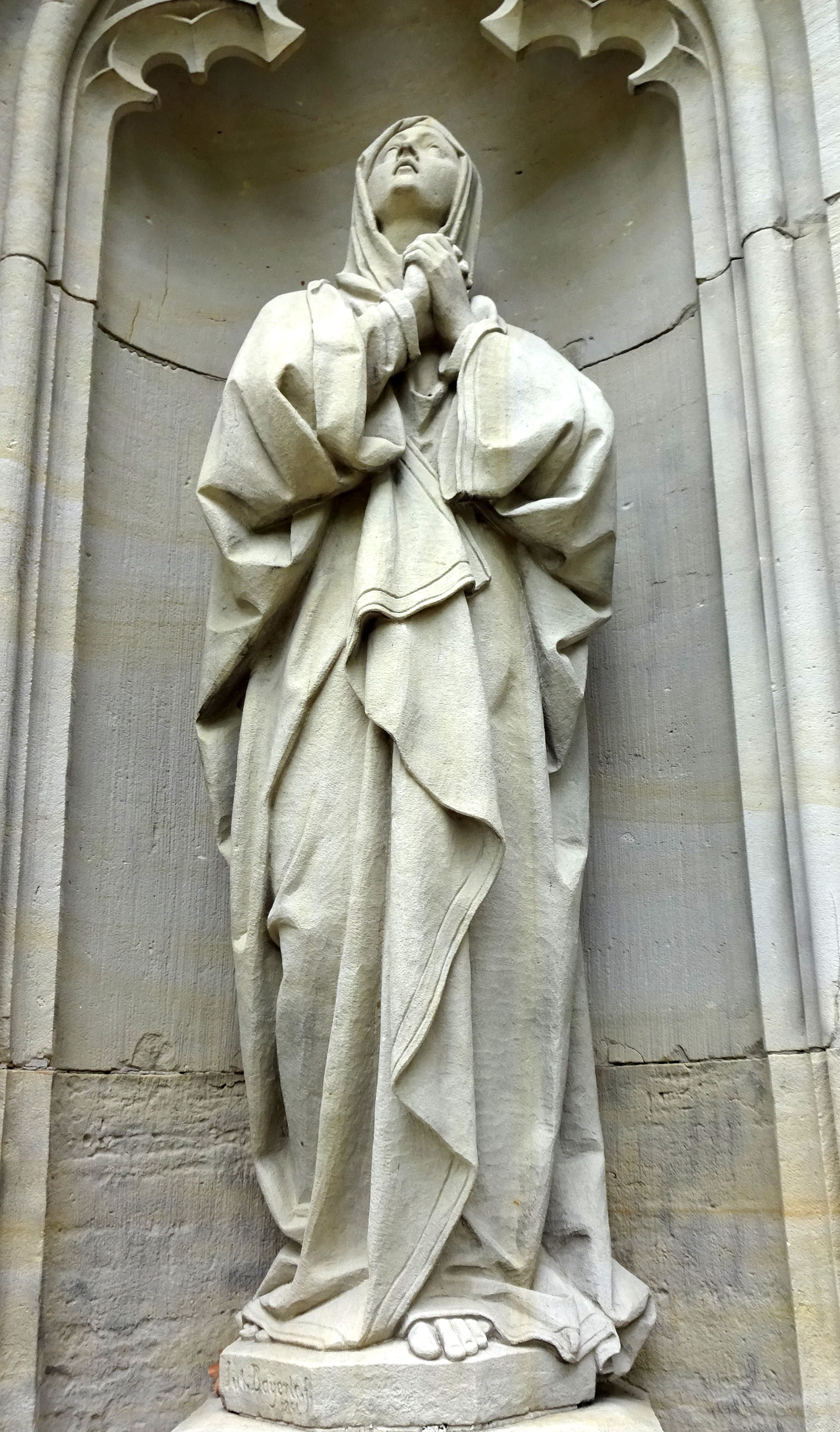
Madonna am Hochkreuz (2019)

Julius Hubert Bayerle, Sohn des Kleidermachers Franz Bayerle († 1852) und der Catharine Abelshausen, studierte von 1850 bis 1860 an der Kunstakademie Düsseldorf Malerei. Dort war Wilhelm von Schadow sein Lehrer. An der Universität Löwen fand er bei Karel Hendrik Geerts eine weitere Gelegenheit zur Ausbildung. Er unternahm Studienreisen, darunter eine nach Rom, wo er sich von November 1853 bis Januar 1854 aufhielt. 1854 kehrte er nach Düsseldorf zurück, wo er zum ersten Professor für Bildhauerei der 1819 wiedergegründeten Akademie berufen wurde. Zuerst entstand eine Reihe von Werken religiösen Inhalts, so eine Kreuzigungsgruppe für Wesel, Christus und die Apostel für Krefeld und eine Madonna für Sigmaringen. Die späteren Leistungen von Julius Bayerle haben mehr profanen, teils auch dekorativen Charakter; darunter befinden sich Standbilder und Monumentalskulpturen für Gebäude. Julius Bayerle, Ritter des Königlichen Kronen-Ordens, verstarb im Alter von 47 Jahren in Düsseldorf.
Zu seinen Schülern gehören Anton Josef Reiss und Leo Müsch.

## Werke
- 1851: Madonna am Hochkreuz auf dem Golzheimer Friedhof, seit 1905 auf dem „Millionenhügel“ des Nordfriedhofs
- 1853: Apostelfiguren des Hl. Petrus und des Hl. Paulus an der Westfassade des Neusser Quirinusmünsters
- 1858: sieben Standbilder für die Rathausfassade in Wesel
- 1858: Suidbert-Denkmal, Sandstein, 3,40 Meter hoch, auf der Alten Hardt in Elberfeld (nicht erhalten)[9]
- 1860: Sandsteindenkmal des Reitergenerals Friedrich Wilhelm von Seydlitz in Kalkar[10] (nicht erhalten)
- 1860: Denkmal für die Prinzessin Stephanie von Hohenzollern in Düsseldorf
- 1864: Skulptur des heiligen Suitbertus, in einer Nische an der Fassade des unter Denkmalschutz stehenden Gebäudes am Suitbertus-Stiftsplatz Nr. 10, Kaiserswerth[11]
- 1861: Standbild des Kurfürsten Johann Sigismund in Kleve
- 1870: Büste des Malers Theodor Mintrop, 1876 auf dessen Grab auf dem Golzheimer Friedhof errichtet (verlegt auf den Nordfriedhof Düsseldorf, Feld 72)
- 1873: Krieger-/Kaiser-Wilhelm-I.-Denkmal vor dem Rathaus von Mülheim an der Ruhr[12]